# Oliver Twist i Spryciarz
Oliver Twist i Spryciarz (ang. Oliver and the Artful Dodger) – amerykański film animowany z 1972 roku.

## Obsada (głosy)
- Gary Marsh jako Oliver Twist
- Michael Bell jako Spryciarz
- Richard Dawson jako Sam Sniperly
- Pam Ferdin jako Lilibit
- Joan Gerber jako Pani Puddy
- Anna Lee jako Pani Grunch
- Ronald Long jako Pan Bumble
- John Stephenson jako Pan Brownlow
- Don Messick
- Michael Evans jako Narrator

## Wersja polska
Wersja wydana na VHS w serii Hanna-Barbera Opowieści Klasyczne:
- Dystrybucja: Hanna-Barbera Poland[1]
- Tekst polski: Joanna Klimkiewicz
- Lektor: Janusz Szydłowski